# Portavoz
Portavoz, de son vrai nom Daniel Mendez (né le 31 octobre 1987 à Santiago) est un rappeur chilien.

## Biographie
Andi Ferrer Millanao naît le 31 octobre 1987 à Santiago et grandit dans le quartier de Conchalí. Il s'intéresse au rap dès son plus jeune âge, et c'est à 12 ans qu'il commence à écrire ses premiers textes et à faire ses premiers beats. 
En 2005, il sort son premier album, Formato de MC, une compilation de ses précédentes démos auto-produites. Portavoz lui-même ne considère pas cet album comme faisant partie de sa discographie, car la même année, il fait partie du groupe Salvaje Decibel avec Funky Flu, Revilo Marley et Ezer. Par conséquent, de nombreuses bases du groupe sont créées par Portavoz. En 2007, Salvaje Decibel sort l'album Poblacional.
En 2011, il sort un album solo, Escribo rap con R de Revolución. Il comprend des morceaux tels que El otro Chile, Dónde empieza (collaboration avec SubVerso) et Escribo rap con R de Revolución, qui donne son nom à l'album. En 2013, il sort un autre album avec Salvaje Decibel, intitulé Radical. En 2019, après une retraite de plusieurs années, il sort un autre album solo, intitulé Millanao,. 
En 2024, toujours après cinq ans, il sort un nouvel album intitulé Shaka Zoo,.
Portavoz, qui est d'origine mapuche, manifeste publiquement son soutien à la cause et sort même un morceau en langue mapuche intitulée Witrapaiñ.

## Discographie

### Albums studio
- 2005 : Formato de MC
- 2011 : Escribo rap con R de Revolución
- 2019 : Millanao
- 2024 : SHAKA ZOO

### Avec Salvaje Decibel
- 2007 : Poblacional
- 2013 : Radical